# 雷爾羅德鎮區 (印地安納州斯塔克縣)
雷爾羅德鎮區（英語：Railroad Township）是位於美國印地安納州斯塔克縣的一個行政鎮區。

## 地方資料
根據2010年美國人口普查的數據，雷爾羅德鎮區的面積為94.90平方千米，當中陸地面積為94.80平方千米，而水域面積為0.10平方千米。當地共有人口1226人，而人口密度為每平方千米12.92人。